# Ali Zouaoui
Pour les articles homonymes, voir Zouaoui.
Ali Zouaoui (arabe : علي الزواوي), né le 10 novembre 1925 et décédé le 18 février 1972, est un économiste et homme politique tunisien.

## Biographie

### Jeunesse et études
Ali Zouaoui fait ses études en France. Il étudie à l'École normale supérieure Paris-Saclay, et s'inscrit en droit et en économie à l'université de Paris. Il obtient une licence de droit et une licence d'économie. Il aurait étudié par la suite à l'École nationale d'administration.
Il se marie avec Soufiya Belkhodja, sœur du peintre Néjib Belkhodja et fille d'artisans tunisois, puis avec Arlette Ravalec. Il a eu deux filles et un garçon. L'actrice Dorra Zarrouk est sa petite-fille.

### Parcours professionnel
En octobre 1958, il devient premier vice-gouverneur de la Banque centrale de Tunisie, poste qu'il occupe jusqu'au 2 novembre 1970. Entre 1968 et 1971, il est aussi président du club omnisports de l'Espérance sportive de Tunis.
À partir du 2 novembre 1970 et jusqu'à son décès, Ali Zouaoui exerce la fonction de gouverneur de la Banque centrale de Tunisie, avec le rang de ministre. Il est aussi le premier directeur de l'Institut des hautes études commerciales de Carthage et préside la Compagnie des comptables de Tunisie. Il meurt dans un accident de voiture à l'âge de 48 ans.